# Яблучний сік

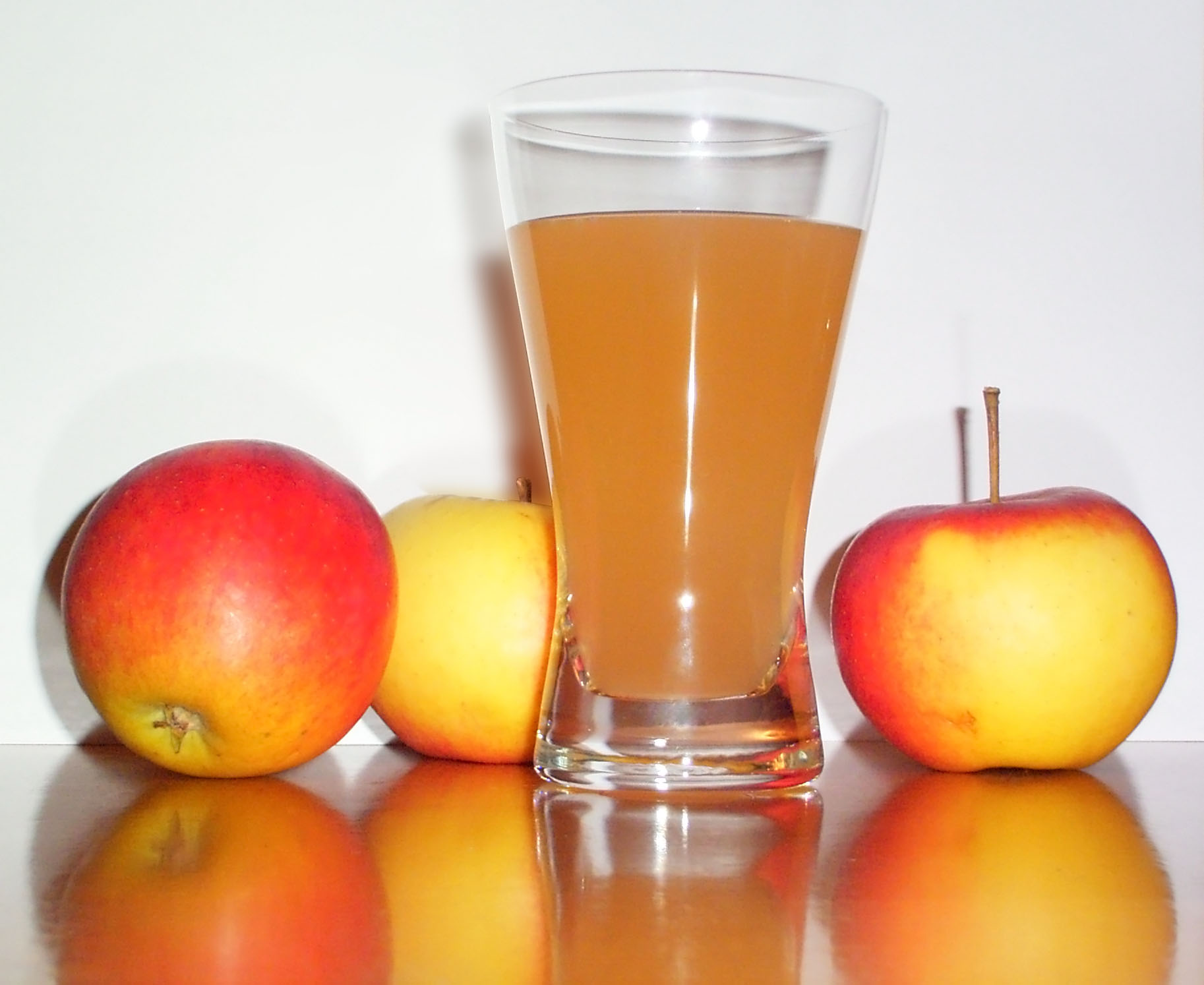

Яблучний сік — сік, вичавлений з яблук. Солодкий смак соку обумовлений вмістом в яблуках натурального цукру.

## Загальний опис
У сучасному світі значна частина яблучного соку виготовляється промисловим шляхом, включаючи пастеризацію і асептичну упаковку. Також у великих кількостях яблучний сік виробляється з концентрату. У цілому ряді країн, включаючи США, Китай, Німеччину і Польщу, яблучний сік є одним з найпоширеніших безалкогольних напоїв.
На 2000 рік у світі вироблялося близько 660 тисяч тонн концентрату яблучного соку.

## Історія
Вважається, що вперше робити яблучний сік стали в Англії, — згадки про нього трапляються ще в документах англосаксонської епохи.

## Здоров'я
На думку ряду вчених-медиків, цей напій зважаючи на велику кількість вітаміну C та інших компонентів є корисним для здоров'я, знижує ризик захворювань, пов'язаних з курінням, і покращує пам'ять; в багатьох країнах його використовують для дитячого харчування.

## Інтернет-ресурси
- www.wissenschaft.de: Naturtrüber Apfelsaft ist gesünder — Die Schwebstoffe enthalten viele Antioxidantien, die beim Klären abgetrennt werden
- Film vom Apfel zum Apfelsaft